# Voǵani
Voǵani (makedonska: Воѓани) är en ort i Nordmakedonien.   Den ligger i kommunen Krivogaštani, i den sydvästra delen av landet, 80 kilometer söder om huvudstaden Skopje. Voǵani ligger 599 meter över havet och antalet invånare är 554.